# Cyclops elegans
Espèce
Cyclops elegans est une espèce de crustacés copépodes vivant en eau douce en Amérique du Nord. 
Pour Global Biodiversity Information Facility (GBIF) et autres bases de données, il s'agit d'un synonyme de Eucyclops elegans (Herrick, 1884).